# Formica subpicea
Formica subpicea é uma espécie de formiga do gênero Formica, pertencente à subfamília Formicinae.